# J. Barbour and Sons

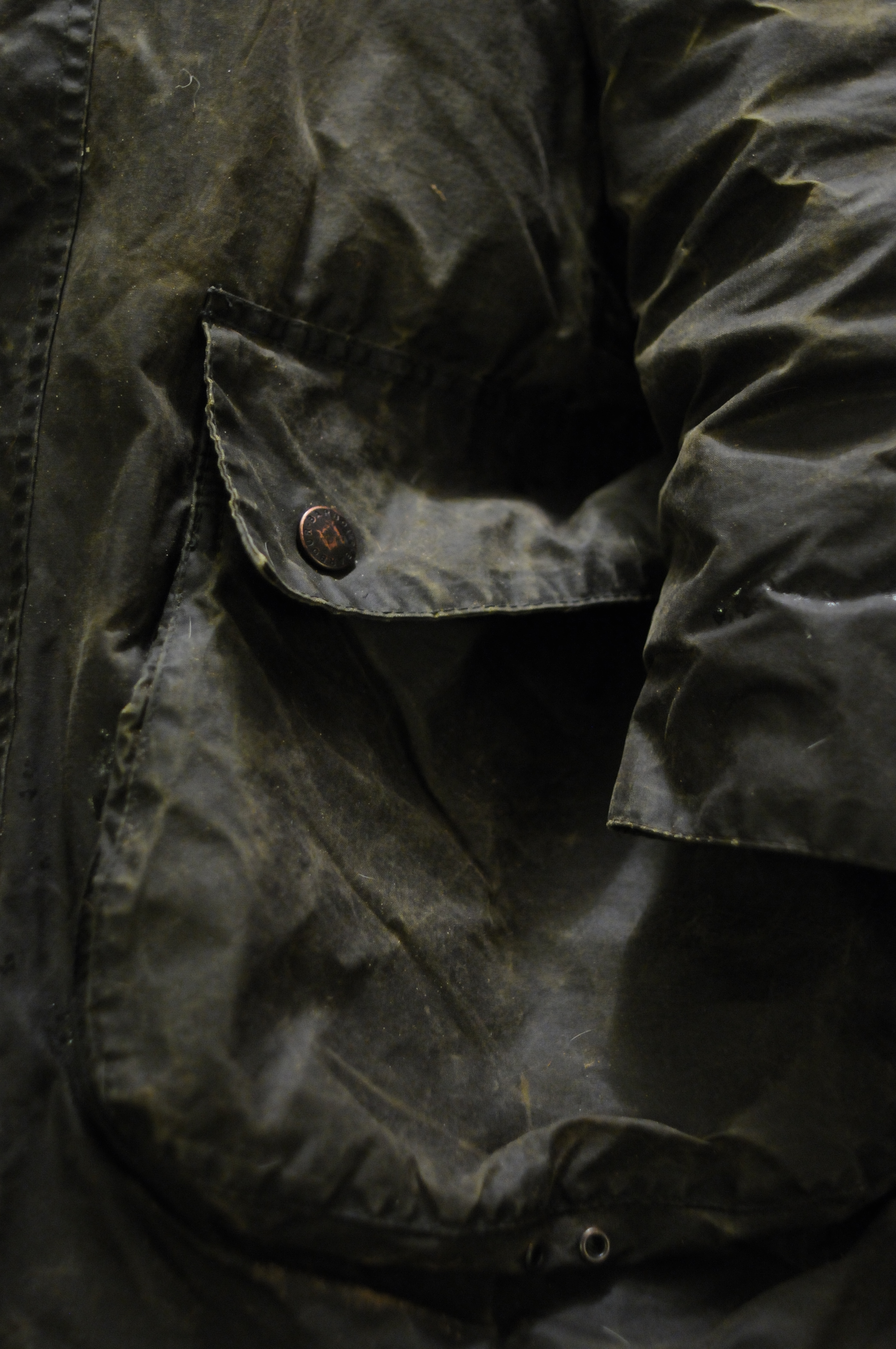
Barbourjacka

J. Barbour & Sons (Barbour) är en brittisk klädtillverkare som är känd för sina vaxade jackor.  
J. Barbour & Sons grundades 1894 i South Shields av John Barbour och började tillverka regnkläder i grönt vaxat bomullstyg. Under första och andra världskriget levererade företaget kläder till armén och marinen. 1936 började bolaget tillverka motorcykelkläder.
1983 började Beaufort-jackan att säljas.
Barbour är kunglig hovleverantör till det brittiska kungahuset.